# Ohlsson & Skarne

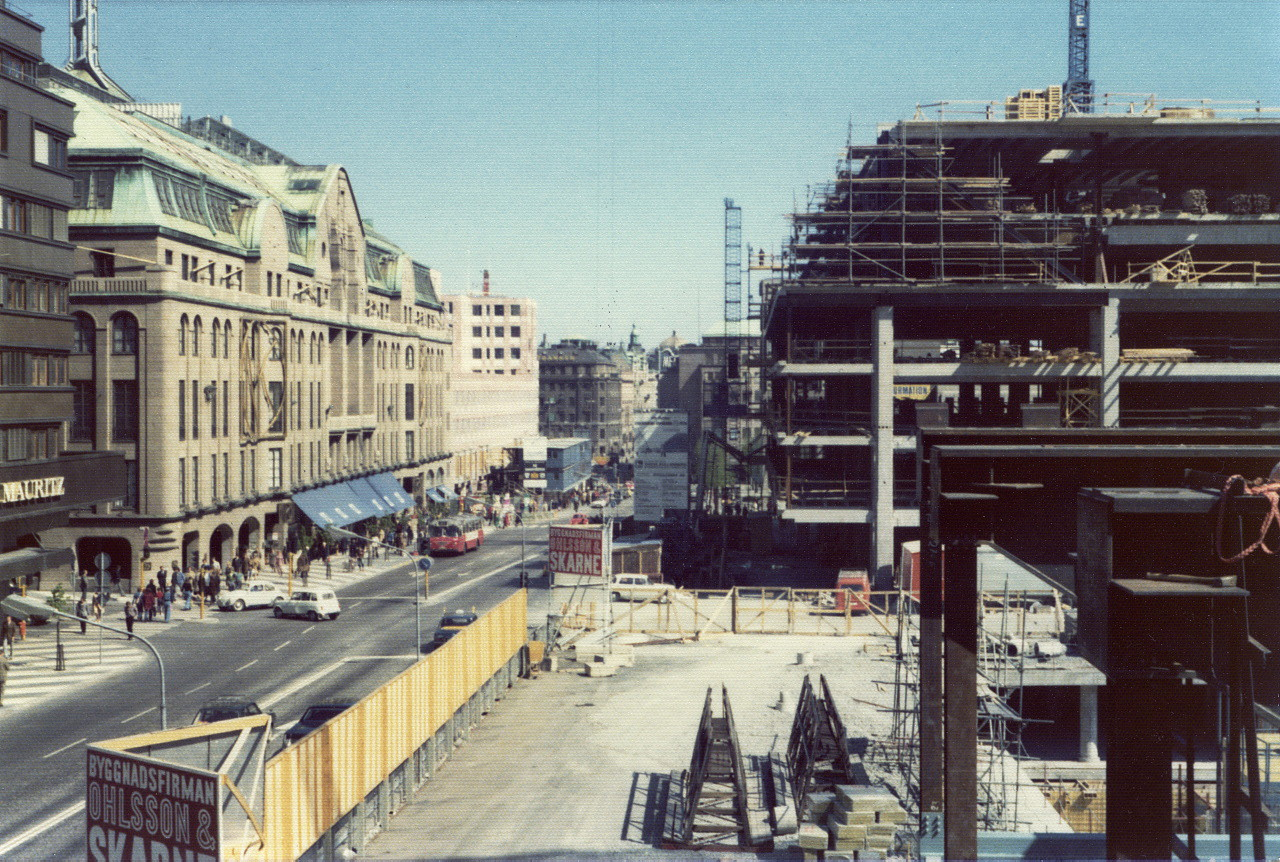
Ohlsson & Skarnes byggarbetsplats för blivande Gallerian i maj 1974.

Ohlsson & Skarne var ett svenskt byggföretag som grundades 1897 av Oskar Ohlsson och Oscar Skarne och hade sin verksamhet huvudsakligen i Stockholm med omgivning.  Bolaget, som idag heter Skarne Group, har sedan 1967 sitt säte i Schweiz.

## Historik
Oscar Skarnes partner, Oskar Ohlsson, avled 1935, varpå Oscar Skarne var ensam ägare av företaget. Sonen Allan Skarne (1909-1998) blev 1938 delägare i bolaget och var dess vd mellan 1946 och 1965. Under Allan Skarnes ledning specialiserade sig företaget inom prefabbygge med betongelement och ett eget byggsystem (System Skarne 66). I kvarteret Stamtavlan i södra Stockholm användes för första gången prefabricerade betongelement i större skala. Ohlsson & Skarne blev en av de stora byggföretagen för miljonprogrammets bostadsproduktion. 
År 1967 såldes den svenska delen av Ohlsson & Skarne till dåvarande Skånska Cementgjuteriet medan den internationella delen behölls i familjens ägo och har sedan 1967 haft sitt huvudkontor i Schweiz. Bolaget heter idag Skarne Group och ägs helt av familjen Skarne. Firmans uppgift är bland annat att exploatera Allan Skarnes variant av elementbyggande (Skarnesystemet) internationellt. Framförallt är företaget idag ett europeiskt fastighetsbolag.

## Byggnader i urval
- EPA-husen i Årsta
- Aromatics byggnad i Gröndal

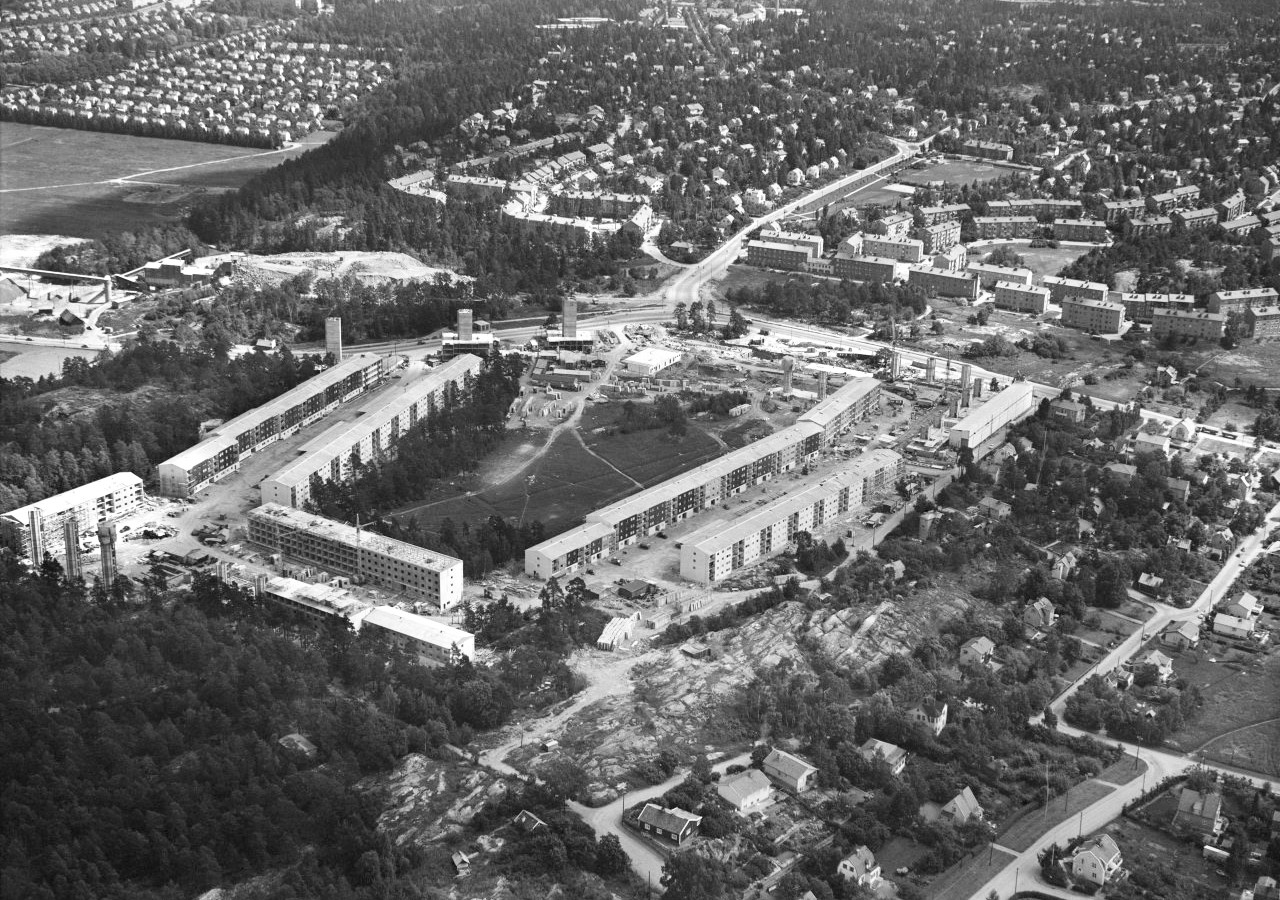
Byggarbeten i kvarteret Stamtavlan 1958.

- Fastigheten Trollhättan 29 i centrala Stockholm
- Fastigheten Trollhättan 30 i centrala Stockholm
- Bostadshus i kvarteret Stamtavlan i Östberga
- Punkthusen i Näsbydal
- Radhusområdet Röda och Vita Raden i Saltsjö-Duvnäs
- Bostadsbebyggelsen i Västra Orminge
- Gallerian (delprojekt) i Stockholm
- Bofills båge, Södermalm